# Burghelea, Fălești
Burghelea este un sat situat în vestul Republicii Moldova, în raionul Fălești. Aparține administrativ de comuna Ișcălău. La recensământul din 2004 avea o populație de 660 locuitori.

## Peisaje de lângă localitate

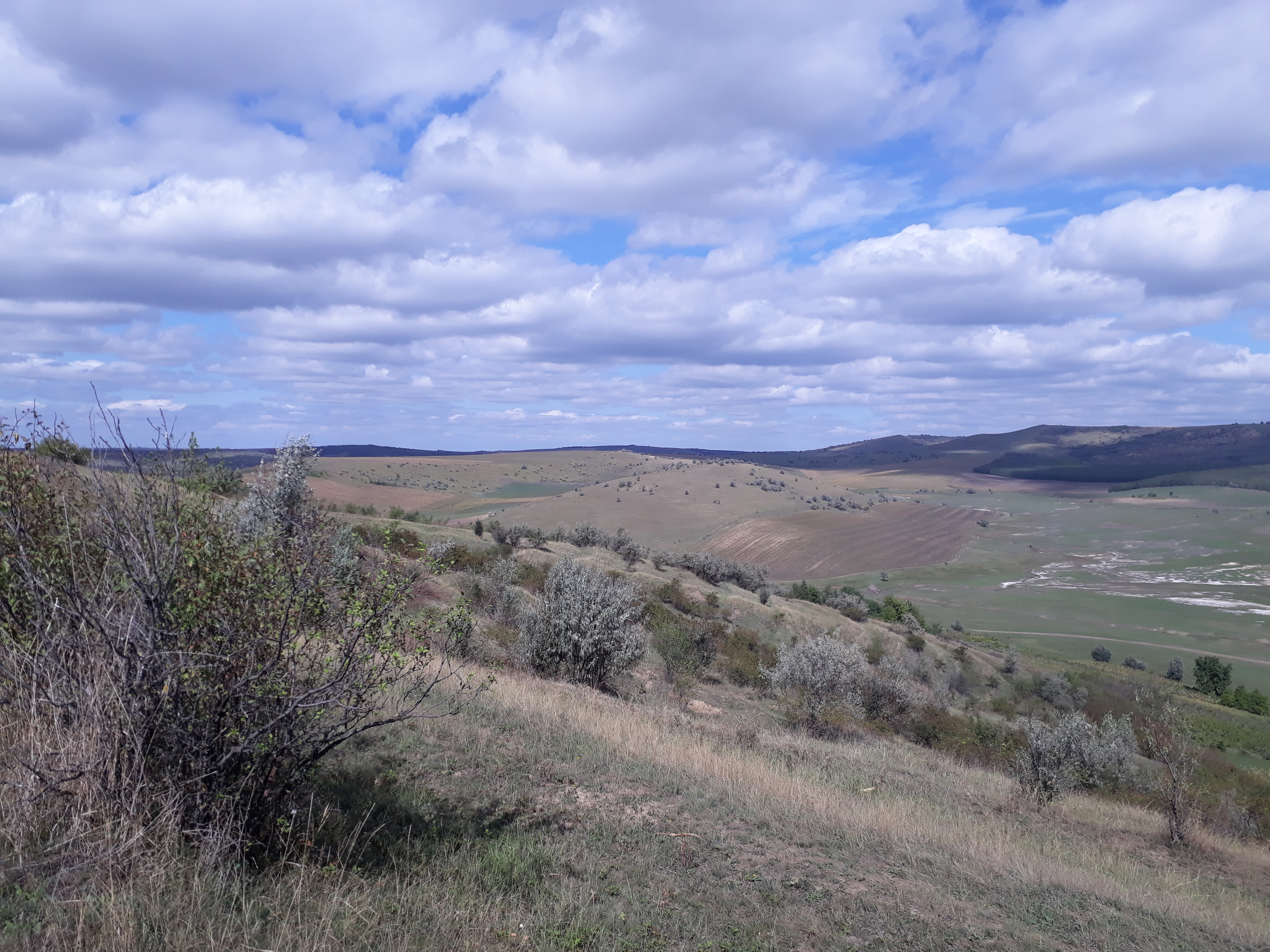
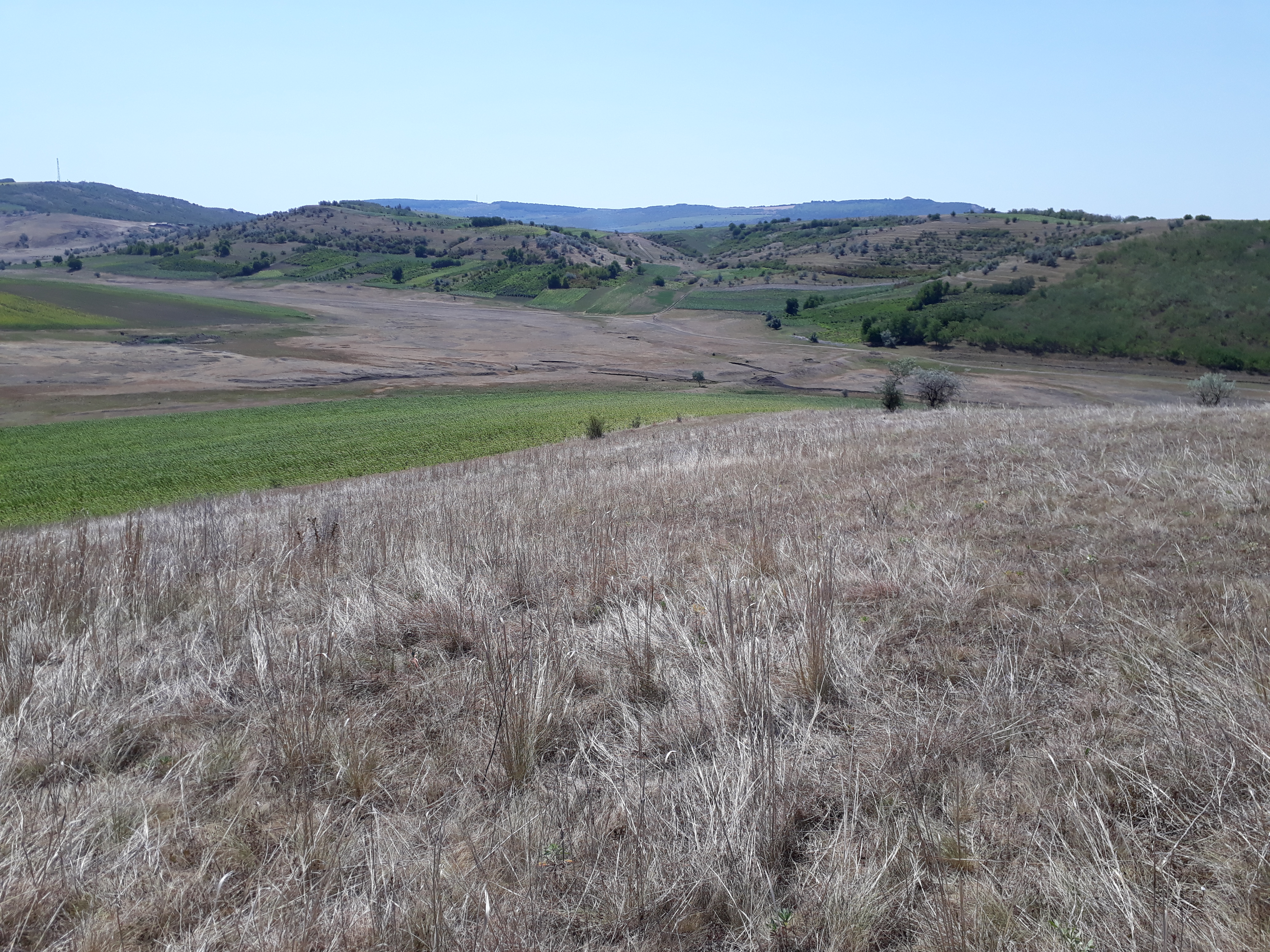
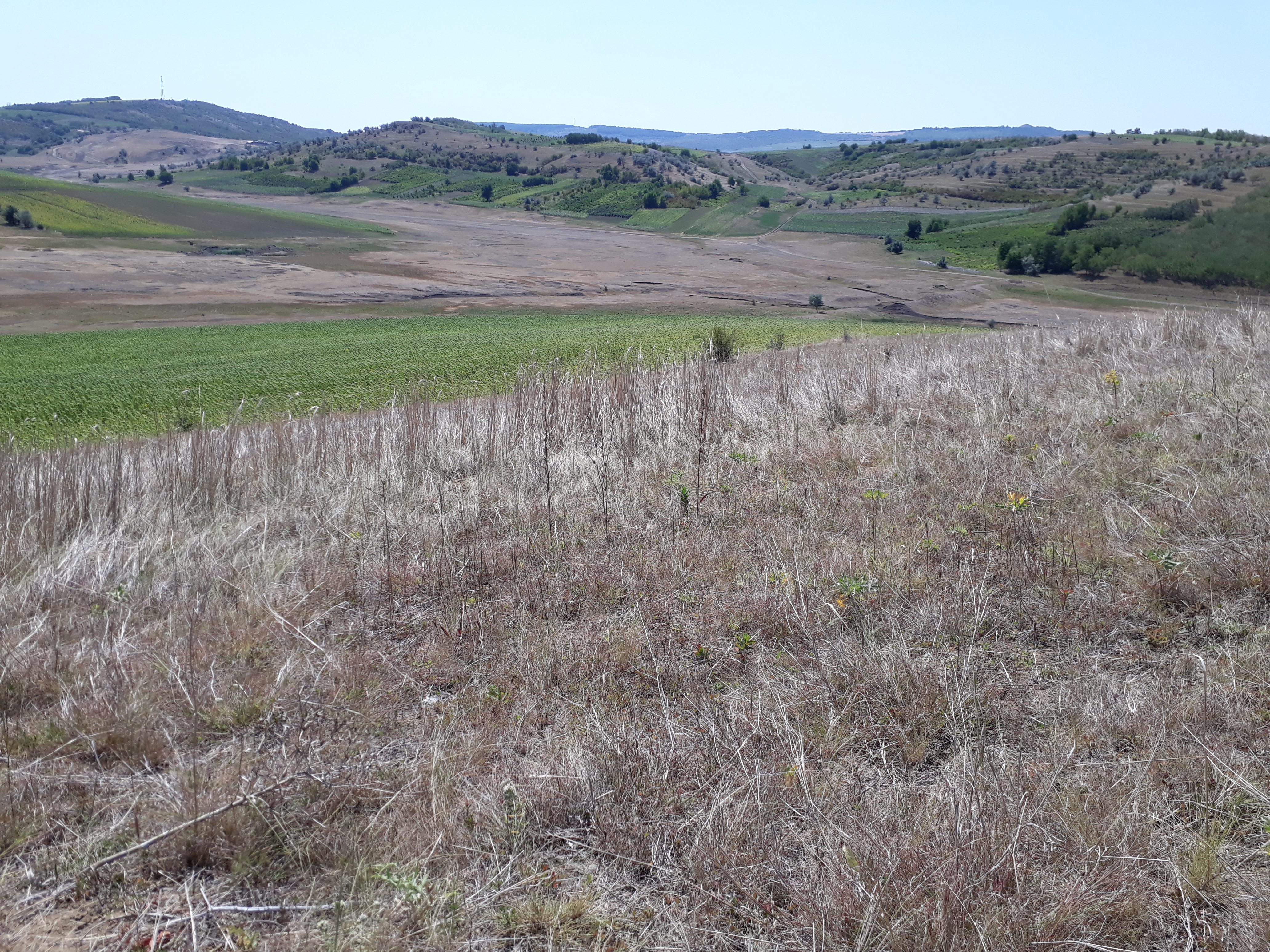
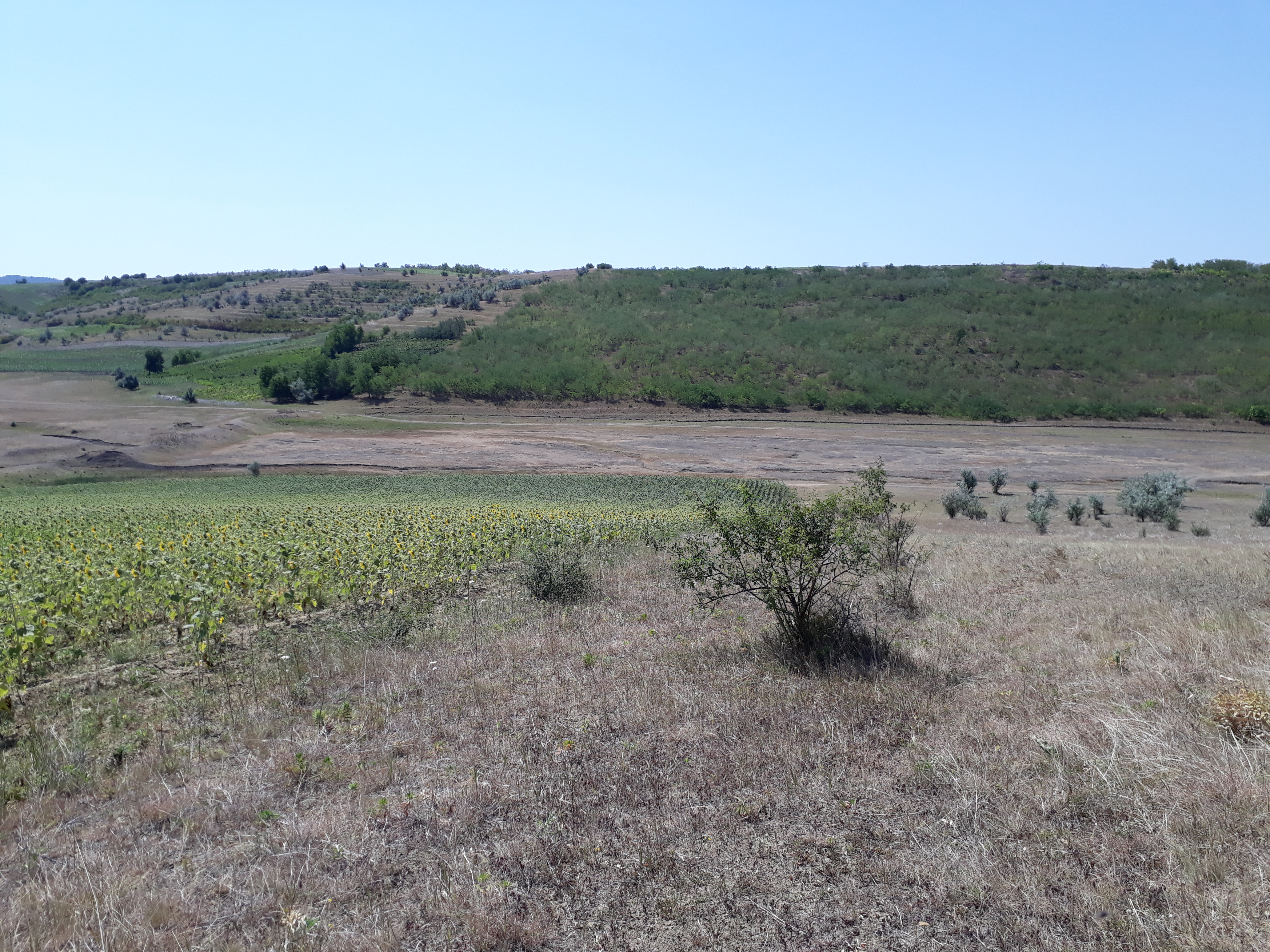